# Équipe du Portugal de football en 2025
Maillots
Chronologie
Saison précédente Saison suivante
Cet article traite de l'année 2025 de l'Équipe du Portugal de football.

Le Portugal dispute la Phase finale de la 4e édition de la Ligue des nations de l'UEFA ainsi que les éliminatoires pour la Coupe du monde 2026.

## Déroulement de la saison

### Objectifs
L'objectif principal pour le Portugal pour cette année 2025 est une qualification pour la Coupe du monde de football 2026 qui sera organisée conjointement par les États-Unis, le Canada et le Mexique.

Le deuxième objectif est de remporter une seconde Ligue des nations, après leur sacre en finale lors de la 1er édition en 2019.

Lors d'un événement majeur de Puma, le nouveau sponsor de la Seleção, Roberto Martínez souligne que le mot d'ordre est de "gagner".

### Résumé de la saison
Le 14 mars, Roberto Martínez annonce une liste sans surprise de 26 joueurs pour les quarts de finale de la Ligue des nations 2024-2025 face au Danemark : le 20 mars en terre danoise, et le 23 mars au Estádio José Alvalade XXI à Lisbonne.

Après s'être incliné 1-0 à Copenhague, le Portugal s'impose 5-2 (après prolongations) face au Danemark à Lisbonne. La Seleção se qualifie pour le final four de la Ligue des nations 2024-2025. Ils seront opposés en demi-finale à l'Allemagne, le 4 juin à Munich.

Le 20 mai, Roberto Martínez annonce une liste de 27 joueurs pour le final four de la Ligue des nations 2024-2025 avec la surprise Rodrigo Mora, le jeune milieu offensif du FC Porto. Le 2 juin, la liste définitive est de 26 joueurs avec l'absence de Nuno Tavares.

Le 4 juin, le Portugal s'impose face à l'Allemagne 2-1 et se qualifie pour la finale de la Ligue des nations. Le Portugal retrouve l'Espagne en finale, à l'occasion d'un derby ibérique.

Le 8 juin, le Portugal remporte la Ligue des nations 2024-2025 après la séance de tirs au but (2-2 et 5-3tab) lors de la finale à Munich face à leurs voisins espagnols. La Seleção das Quinas a maintenant remporté son troisième grand trophée international, devenant la première nation à remporter la Ligue des Nations deux fois.

## Bilan de l'année2025
| Compétition   | Rencontres | Victoires | Nuls | Défaites | Buts pour | Buts contre | Différence |
| ------------- | ---------- | --------- | ---- | -------- | --------- | ----------- | ---------- |
| QCDM 2026     | 0          | 0         | 0    | 0        | 0         | 0           | 0          |
| LDN 2024-2025 | 4          | 2         | 1    | 1        | 9         | 6           | +3         |

### Résultats détaillés
| Ligue des nations 1/4 de finale aller            | Danemark    | 1 - 0   | Portugal |                                                     |                                                     |
| 20 mars 2025 · 20h45 · Historique des rencontres | Højlund 78e | (0 - 0) |          | Parken Stadium, Copenhague Arbitrage : Irfan Peljto | Parken Stadium, Copenhague Arbitrage : Irfan Peljto |
| 20 mars 2025 · 20h45 · Historique des rencontres | Rapport     |         |          | Parken Stadium, Copenhague Arbitrage : Irfan Peljto | Parken Stadium, Copenhague Arbitrage : Irfan Peljto |

| Ligue des nations 1/4 de finale retour           | Portugal                                                                                    | 5 - 2 ap              | Danemark                        |                                                               |                                                               |
| 23 mars 2025 · 20h45 · Historique des rencontres | Andersen 38e (csc) · Ronaldo 72e · ( Mendes) Trincão 86e · Trincão 91e · ( Jota) Ramos 115e | (1 - 0, 3 - 2, 4 - 2) | 56e R. Kristensen · 76e Eriksen | Estádio José Alvalade XXI, Lisbonne Arbitrage : Slavko Vinčić | Estádio José Alvalade XXI, Lisbonne Arbitrage : Slavko Vinčić |
| 23 mars 2025 · 20h45 · Historique des rencontres | Rapport                                                                                     |                       |                                 | Estádio José Alvalade XXI, Lisbonne Arbitrage : Slavko Vinčić | Estádio José Alvalade XXI, Lisbonne Arbitrage : Slavko Vinčić |

| Ligue des nations 1/2 de finale                 | Allemagne | 1 - 2   | Portugal                                      |                                                 |                                                 |
| 4 juin 2025 · 20h45 · Historique des rencontres | Wirtz 48e | (0 - 0) | 63e Conceição ( Dias) · 68e Ronaldo ( Mendes) | Allianz Arena, Munich Arbitrage : Slavko Vinčić | Allianz Arena, Munich Arbitrage : Slavko Vinčić |
| 4 juin 2025 · 20h45 · Historique des rencontres | Rapport   |         |                                               | Allianz Arena, Munich Arbitrage : Slavko Vinčić | Allianz Arena, Munich Arbitrage : Slavko Vinčić |

| Ligue des nations Finale                        | Portugal                                           | 2 - 2 ap 5 - 3 t. a. b. | Espagne                        |                                                  |                                                  |
| 8 juin 2025 · 20h45 · Historique des rencontres | ( Neto) Mendes 26e · Ronaldo 61e                   | (1 - 2, 2 - 2, 2 - 2)   | 21e Zubimendi · 45e Oyarzabal  | Allianz Arena, Munich Arbitrage : Sandro Schärer | Allianz Arena, Munich Arbitrage : Sandro Schärer |
| 8 juin 2025 · 20h45 · Historique des rencontres | Rapport                                            |                         |                                | Allianz Arena, Munich Arbitrage : Sandro Schärer | Allianz Arena, Munich Arbitrage : Sandro Schärer |
| 8 juin 2025 · 20h45 · Historique des rencontres | G. Ramos · Vitinha · Fernandes · Mendes · R. Neves | Tirs au but 5 - 3       | Merino · Baena · Isco · Morata | Allianz Arena, Munich Arbitrage : Sandro Schärer | Allianz Arena, Munich Arbitrage : Sandro Schärer |

| Qualification Coupe du monde 2026                    | Arménie    | -   | Portugal |             |             |
| 6 septembre 2025 · 18h00 · Historique des rencontres |            | (-) |          | Arbitrage : | Arbitrage : |
| 6 septembre 2025 · 18h00 · Historique des rencontres | [ Rapport] |     |          | Arbitrage : | Arbitrage : |

| Qualification Coupe du monde 2026                    | Hongrie    | -   | Portugal |             |             |
| 9 septembre 2025 · 20h45 · Historique des rencontres |            | (-) |          | Arbitrage : | Arbitrage : |
| 9 septembre 2025 · 20h45 · Historique des rencontres | [ Rapport] |     |          | Arbitrage : | Arbitrage : |

| Qualification Coupe du monde 2026                   | Portugal   | -   | République d'Irlande |             |             |
| 11 octobre 2025 · 20h45 · Historique des rencontres |            | (-) |                      | Arbitrage : | Arbitrage : |
| 11 octobre 2025 · 20h45 · Historique des rencontres | [ Rapport] |     |                      | Arbitrage : | Arbitrage : |

| Qualification Coupe du monde 2026                   | Portugal   | -   | Hongrie |             |             |
| 14 octobre 2025 · 20h45 · Historique des rencontres |            | (-) |         | Arbitrage : | Arbitrage : |
| 14 octobre 2025 · 20h45 · Historique des rencontres | [ Rapport] |     |         | Arbitrage : | Arbitrage : |

| Qualification Coupe du monde 2026                    | République d'Irlande | -   | Portugal |             |             |
| 13 novembre 2025 · 20h45 · Historique des rencontres |                      | (-) |          | Arbitrage : | Arbitrage : |
| 13 novembre 2025 · 20h45 · Historique des rencontres | [ Rapport]           |     |          | Arbitrage : | Arbitrage : |

| Qualification Coupe du monde 2026                    | Portugal   | -   | Arménie |             |             |
| 16 novembre 2025 · 15h00 · Historique des rencontres |            | (-) |         | Arbitrage : | Arbitrage : |
| 16 novembre 2025 · 15h00 · Historique des rencontres | [ Rapport] |     |         | Arbitrage : | Arbitrage : |

## Statistiques

### Temps de jeu des joueurs
| Joueurs             | LDN 2025 | LDN 2025 | LDN 2025 | LDN 2025 | QCDM 2026 | QCDM 2026 | QCDM 2026 | QCDM 2026 | QCDM 2026 | QCDM 2026 |
| ------------------- | -------- | -------- | -------- | -------- | --------- | --------- | --------- | --------- | --------- | --------- |
| Gardiens de but     |          |          |          |          |           |           |           |           |           |           |
| Diogo Costa         | 90       | 120      | 90       | 120      |           |           |           |           |           |           |
| José Sá             | r        | r        | r        | r        |           |           |           |           |           |           |
| Rui Silva           | r        | r        | r        | r        |           |           |           |           |           |           |
| Défenseurs          |          |          |          |          |           |           |           |           |           |           |
| António Silva       | r        | r        | r        | r        |           |           |           |           |           |           |
| Diogo Dalot         | 66       | 81       | r        | r        |           |           |           |           |           |           |
| Gonçalo Inácio      | 76       | 120      | 90       | 74       |           |           |           |           |           |           |
| Nélson Semedo       | 66       | 81       | 58       | 46       |           |           |           |           |           |           |
| Nuno Mendes         | 90       | 90 ·     | 90 ·     | 120 ·    |           |           |           |           |           |           |
| Renato Veiga        | 76       | -        | r        | 74       |           |           |           |           |           |           |
| Rúben Dias          | 90       | 120      | 90 ·     | 120      |           |           |           |           |           |           |
| Milieux de terrain  |          |          |          |          |           |           |           |           |           |           |
| Bernardo Silva      | 86       | 120      | 90       | 74       |           |           |           |           |           |           |
| Bruno Fernandes     | 90       | 120      | 90       | 120      |           |           |           |           |           |           |
| João Neves          | 86       | r        | 58       | 46       |           |           |           |           |           |           |
| João Palhinha       | r        | r        | 90       | r        |           |           |           |           |           |           |
| Pedro Gonçalves     | -        | -        | r        | r        |           |           |           |           |           |           |
| Rodrigo Mora        | -        | -        | r        | r        |           |           |           |           |           |           |
| Rúben Neves         | 76       | 99       | 58       | 46       |           |           |           |           |           |           |
| Vitinha             | 90       | 99       | 58       | 120      |           |           |           |           |           |           |
| Attaquants          |          |          |          |          |           |           |           |           |           |           |
| Cristiano Ronaldo   | 90       | 90 ·     | 90 ·     | 88 ·     |           |           |           |           |           |           |
| Diogo Jota          | r        | 62 ·     | 83       | 106      |           |           |           |           |           |           |
| Francisco Conceição | -        | 81       | 58 ·     | 46       |           |           |           |           |           |           |
| Francisco Trincão   | r        | 81 ·     | 58       | r        |           |           |           |           |           |           |
| Geovany Quenda      | r        | r        | -        | -        |           |           |           |           |           |           |
| Gonçalo Ramos       | -        | 90 ·     | r        | 88       |           |           |           |           |           |           |
| João Félix          | r        | r        | r        | r        |           |           |           |           |           |           |
| Pedro Neto          | 90       | -        | 83       | 106 ·    |           |           |           |           |           |           |
| Rafael Leão         | 76       | 62       | r        | 74       |           |           |           |           |           |           |

Abréviations et symboles :
  : but  - - 
 : passe décisive  - - 
  : joueur entré  - -
 : joueur remplacé  - -
 : joueur blessé  - -
 : capitaine  - -
 : carton jaune  - -
 : carton rouge

Un « r » indique un joueur qui était dans les remplaçants mais qui n'est pas entré en jeu.

Un « s » indique un joueur qui était suspendu de la rencontre.
| Buts | Joueurs             | Adversaires                  |
| ---- | ------------------- | ---------------------------- |
| 3    | Cristiano Ronaldo   | Danemark, Allemagne, Espagne |
| 2    | Francisco Trincão   | Danemark (2)                 |
| 1    | Gonçalo Ramos       | Danemark                     |
| 1    | Francisco Conceição | Allemagne                    |
| 1    | Nuno Mendes         | Espagne                      |

| Passes | Joueurs     | Adversaires         |
| ------ | ----------- | ------------------- |
| 2      | Nuno Mendes | Danemark, Allemagne |
| 1      | Diogo Jota  | Danemark            |
| 1      | Rúben Dias  | Allemagne           |
| 1      | Pedro Neto  | Espagne             |